# Kenchanapura, Bangalore South
Kenchanapura là một làng thuộc tehsil Bangalore South, huyện Bangalore Urban, bang Karnataka, Ấn Độ.